# Piérii
Le dème de Piérii, en grec moderne : Δήμος Πιερίων / Dímos Pieríon, est un ancien dème du district régional de Piérie, en Macédoine-Centrale, Grèce. Depuis 2010, il est fusionné au sein du dème de Kateríni.
Selon le recensement de 2011, la population du dème compte 2 085 habitants.